# 蕭子游
蕭子游（5世紀—500年代），南蘭陵郡蘭陵縣人，南朝齊高帝之孫，臨川獻王蕭映之第二子，臨川王蕭子晉之弟。

## 生平
蕭子游初以王子例封州陵縣開國侯，歷任員外郎、太子洗馬、琅邪晉陵二郡太守、黃門侍郎。蕭子游喜好音樂，通曉絲竹雜藝。
永泰元年（498年），大司馬、會稽太守王敬則舉兵反，準備擁立齊高帝之孫吳郡太守蕭子恪，蕭子恪見機逃跑，不知所終。此前，高、武諸子已被全部誅殺。至此，始安王蕭遙光勸齊明帝盡誅高、武諸孫，於是包括蕭子游在內的高、武諸孫六十餘人被召至永福省。明帝命令太醫煮椒二斛，待椒熟後全部賜死。因蕭子恪及時趕回，蕭子游等人得以挽回性命。
南朝梁初年，蕭子游因閨門淫穢及殺人，被有司上奏梁武帝，遂被免官禁錮。不久，蕭子游的長兄蕭子晉謀反，兄弟均被誅殺。